# 殺不死的勇者
《殺不死的勇者》（英語：Hard to Kill）是一部1990年美國動作驚悚片，由布魯斯·梅爾馬斯執導，史蒂芬·席格、凱莉·拉布洛克、比爾·桑德勒和弗雷德里克·科芬主演。該片為席格繼《熱血高手》（1988年）後出演的第二部電影。故事描述警探梅森·史都姆（Mason Storm，席格飾演）在一場衝突中中槍而陷入昏迷。七年後，史都姆再次醒來，開始了為妻子的死而復仇的旅程並揭露了維儂·泰倫特議員（Senator Vernon Trent，桑德勒飾演）的腐敗行徑。
該片於1990年2月9日在美國上映，雖然收穫負評居多，但仍取得成功的票房成績。

## 演員
- 史蒂芬·席格飾演梅森·史都姆（Mason Storm）
- 凱莉·拉布洛克（英语：Kelly LeBrock）飾演安蒂·史都華（Andy Stewart）
- 比爾·桑德勒飾演維儂·泰倫特議員（Senator Vernon Trent）
- 弗雷德里克·科芬（英语：Frederick Coffin）飾演凱文·歐麥里中尉（Lt. Kevin O'Malley）
- 扎哈里·羅森克蘭茨（Zachary Rosencrantz）飾演尚尼·史都姆（Sonny Storm）
- 布蘭斯科姆·里奇蒙（英语：Branscombe Richmond）飾演麥斯·奎因特羅（Max Quentero）
- 迪恩·諾里斯飾演古德哈特偵查佐（Det. Sgt. Goodhart）

## 外部連結
- 美国电影学会目录上的《殺不死的勇者》（英文）
- Box Office Mojo上《殺不死的勇者》的資料（英文）
- 互联网电影数据库（IMDb）上《殺不死的勇者》的资料（英文）
- 爛番茄上《殺不死的勇者》的資料（英文）
- TCM电影资料库上《殺不死的勇者》的资料（英文）